# Rusín

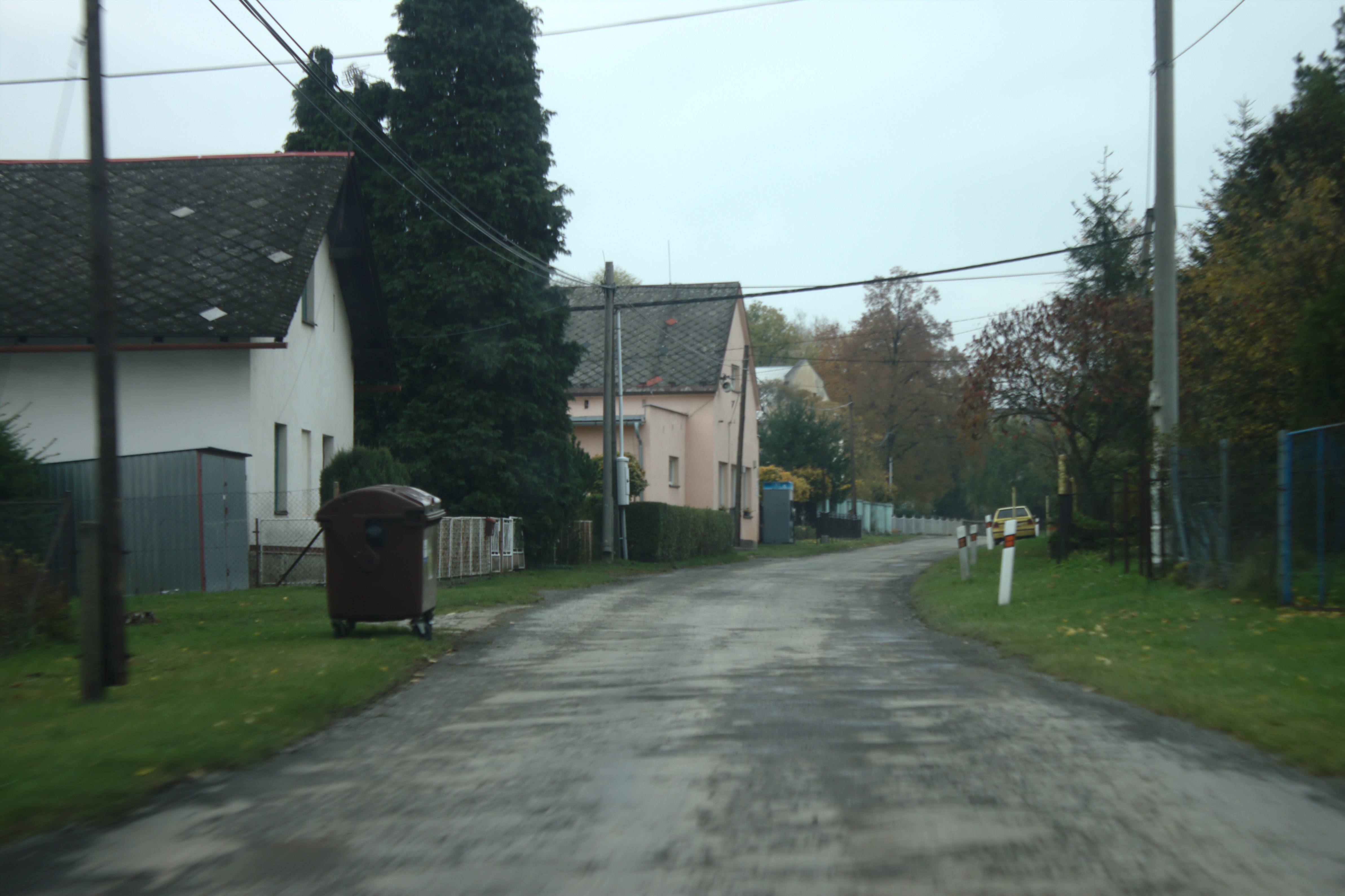
Dorfstraße in Rusín

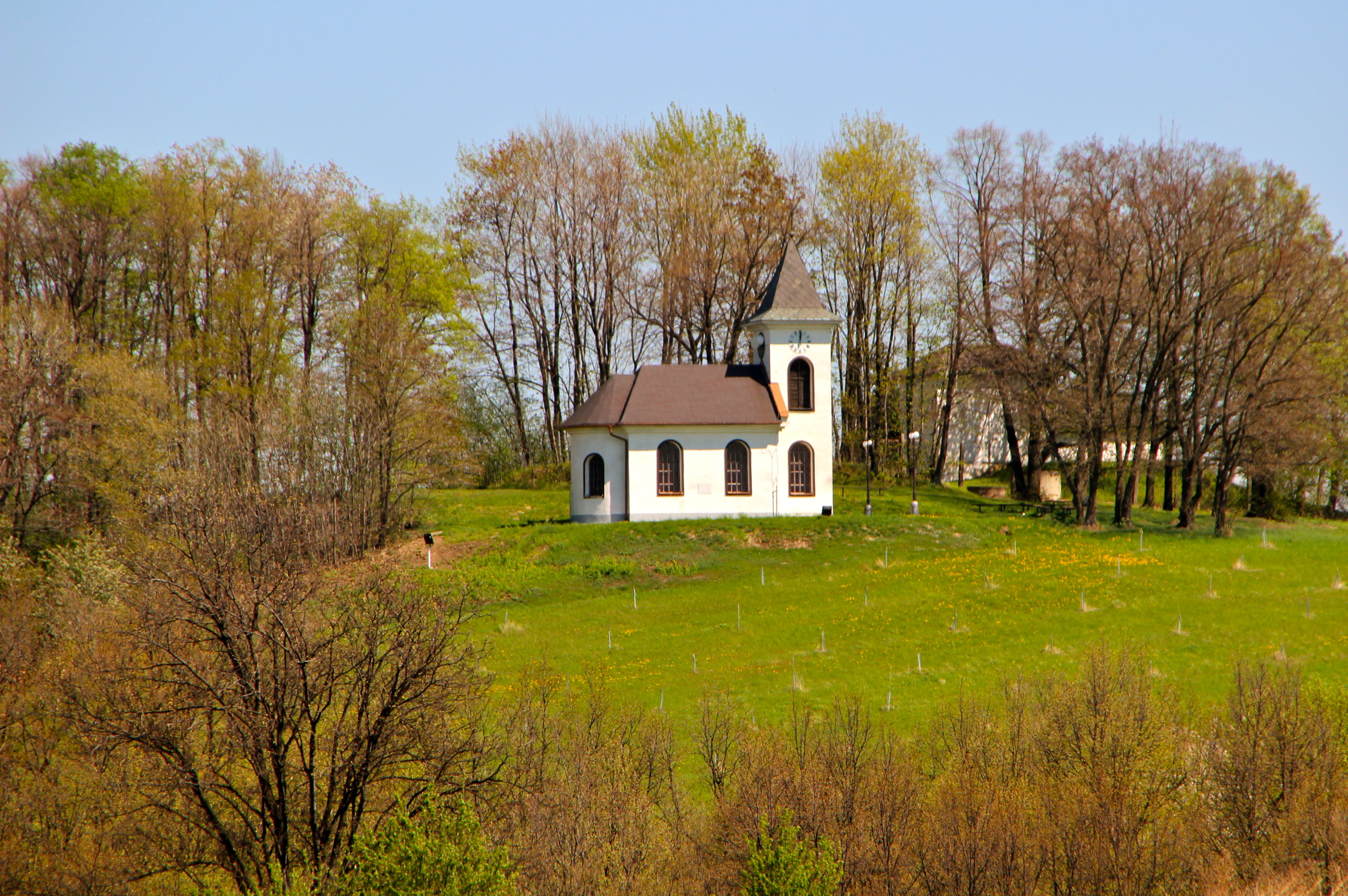
Wallfahrtskapelle Mariä Heimsuchung auf dem Rusínský kopec

Rusín (deutsch Rausen, polnisch Rusyn) ist eine Gemeinde in Tschechien. Sie liegt 14 Kilometer nördlich von Krnov (Jägerndorf) bzw. sieben Kilometer westlich von Głubczyce (Leobschütz) an der Grenze zu Polen und gehört zum Okres Bruntál.

## Geographie
Rusín ist als Längsangerdorf angelegt und befindet sich rechtsseitig über dem Tal der Hrozová (Grossebach) am Rande der Slezská nížina (Schlesische Tieflandsbucht) in der Osoblažská nížina (Hotzenplotzer Tiefland). Nördlich erhebt sich der Rusínský kopec (Hutberg, 314 m. n.m.) und im Süden die Łysa Góra (307 m n.p.m.). Östlich von Rusín entspringen der Matějovický potok (Blümsdorfer Bach) und  – auf polnischem Gebiet – die Psina (Zinna).
Nachbarorte sind Kašnice (Kaschnitzberg) und Matějovice (Matzdorf) im Norden, Kwiatoniów (Blümsdorf), Lwowiany (Schlegenberg) und Głubczyce-Sady im Nordosten, Gadzowice (Schmeisdorf) und Gołuszowice (Kreuzendorf) im Osten, Nowe Gołuszowice (Neu Kreuzendorf) und Krzyżowice (Kreisewitz) im Südosten, Równe (Roben) im Süden, Pelhřimovy (Mährisch Pilgersdorf) im Südwesten, Hrozová (Grosse) im Westen sowie Koberno (Kawarn) und Ostrá Hora (Schärfenberg) im Nordwesten.

## Geschichte
Die erste schriftliche Erwähnung von Rusín erfolgte 1262 im Testament des Oberstmarschalls von Böhmen, Wok von Rosenberg, der Rusín an einen Bořut verpfändet hatte. Nachfolgender Grundherr war Woks Sohn Heinrich I. von Rosenberg. 1267 wurde Rusín in einer Urkunde des Olmützer Bischofs Bruno von Schauenburg als Teil der mährischen Enklave Hotzenplotz genannt. Im Jahre 1290 ist Gischo (Ješek) von Rusyn als Besitzer des Dorfes nachweislich. Dessen Söhne, Henzlín und Ješek, verkauften das Dorf 1331 an Heznik (Hynek) von Leobschütz. Dieser gründete 1352 ein Klarissenkloster in Leobschütz und verpflichtete sich, diesem jährlich zwei Maß Getreide von seiner Mühle in Rusín zur Ernährung armer Kinder zu liefern. Hynek von Leobschütz verstarb 1353; seine Güter fielen den verwandten Herren von Füllstein zu. 1360 wurde Aleš Sup von Füllstein Besitzer des Dorfes; er veräußerte es 1362 an seinen Bruder Herbort, Kanoniker und Rektor von St. Anna in Olmütz. Aleš Sup von Füllstein konnte Rusín zeitlebens gegen eine jährliche Zahlung von 13 Mark an die Olmützer Annenkapelle behalten. Herbort von Füllstein vermachte Rusín 1366 letztwillig dem Olmützer Domkapitel als Pfründe des Rektors von St. Anna. Nach der 1377 erfolgten Teilung des Herzogtums Troppau lag die Enklave Rosen auf dem Gebiet des Herzogtums Leobschütz. Während des Dreißigjährigen Krieges wurde das Dorf 1648 beim Abzug der schwedischen Truppen verwüstet und lag einige Jahre wüst. 1676 bestand das Dorf aus 25 Häusern. Ab 1680 war Georg Peschka Erbrichter in Rausen und zugleich Verwalter des Rektoratsgutes.
Nach dem Ende des Ersten Schlesischen Krieges wurde 1742 östlich von Rausen die neue Grenze zu Preußisch Schlesien gezogen. Im Jahre 1759 wurde Florian Peschke Erbrichter in Rausen, die Familie übte dieses Amt danach fortwährend aus und besaß das Erbgericht bis 1945. Bis 1783 gehörte Rausen – wie die anderen mährischen Enklaven – zum Prerauer Kreis, danach zum Troppauer Kreis. Seit 1793 bestand in Rausen eine einklassige Dorfschule, das erste Schulhaus wurde 1798 gebaut. Die Wallfahrtskapelle Mariä Heimsuchung auf dem Hutberg wurde 1816 errichtet.
Im Jahre 1835 bestand das Dorf Rausen aus 86 Häusern mit 610 deutschsprachigen Einwohnern, die von der Landwirtschaft lebten. Im Ort gab es eine Schule. Zu Rausen gehörte zudem eine Mahlmühle am Grossebach. Pfarrort war Grosse. Die Nutzfläche umfasste 725 Joch fruchtbares Ackerland, 51 Joch Wald und zwölf Joch Wiesenland. 1836 brach in Rausen  eine Choleraepidemie aus. Bis zur Mitte des 19. Jahrhunderts bildete Rausen ein Rektoratsgut des Olmützer Domkapitels und wurde als Teil der großen mährischen Enklave Hotzenplotz vom Oberamt Hotzenplotz verwaltet.
Nach der Aufhebung der Patrimonialherrschaften bildete Rausen ab 1849 eine Gemeinde im Gerichtsbezirk Hotzenplotz. Ab 1869 gehörte Rausen zum Bezirk Jägerndorf. Zu dieser Zeit hatte das Dorf 507 Einwohner und bestand aus 89 Häusern. Im Jahre 1900 lebten in Rausen 429 Personen, 1910 waren es 378. Beim Zensus von 1921 lebten in den 89 Häusern der Gemeinde Rausen/Rusín 374 Personen, darunter 344 Deutsche und vier Tschechen. Zwischen 1928 und 1930 wurde die Bezirksstraße nach Matzdorf gebaut. Im Jahre 1930 bestand die Gemeinde Rausen aus 92 Häusern und hatte 362 Einwohner; 1939 waren es 359. Nach dem Münchner Abkommen wurde die Gemeinde 1938 dem Deutschen Reich zugesprochen und gehörte bis 1945 zum Landkreis Jägerndorf. Während der Mährisch-Ostrauer Operation wurde das Dorf im März 1945 von 59. Armee eingenommen; die Wallfahrtskapelle, die Windmühle und zahlreiche Gebäude wurden dabei durch Artilleriefeuer zerstört. Die Anfang 1945 in die Gegend von Freiwaldau evakuierte Bevölkerung kehrte im Mai 1945 in den Ort zurück. Nach dem Ende des Zweiten Weltkrieges wurde die Gemeinde wieder Teil der Tschechoslowakei. Im Mai 1946 lebten in Rusín 300 Deutsche und sieben Tschechen, die deutschsprachige Bevölkerung wurde im Laufe dieses Jahres fast vollständig vertrieben. 1947 wurde das Dorf mit Wolhynientschechen besiedelt und im selben Jahr die Dorfschule wiedereröffnet. Im Jahre 1950 lebten in den 50 Häusern von Rusín nur noch 174 Personen. Die 1952 gegründete JZD löste sich nach einem Jahr wieder auf. Der nächste Kollektivierungsversuch wurde 1958 mit mäßigem Erfolg gestartet. 1961 wurde die Gemeinde in den Okres Bruntál umgegliedert. Im selben Jahr beendete die JZD ihre Tätigkeit und übergab die Böden der Staatsgüterverwaltung. Ab 1964 bestand in Rusín ein gemeinsamer örtlicher Nationalausschuss mit Hrozová und Matějovice. Im Jahre 1970 hatte Rusín 205 Einwohner. Das Schulgebäude wurde 1974 modernisiert, vier Jahre später war die Schließung der Schule. 1980 erfolgte die Eingemeindung von Hrozová und Matějovice. Im Jahre 1991 hatte das Dorf Rusín 139 Einwohner und bestand aus 31 Häusern. 1993 erfolgte der Bau einer neuen Kapelle auf dem Rusínský kopec, die als Versöhnungskapelle geweiht wurde. Seit 2003 führt die Gemeinde ein neues Wappen und Banner. 2008 wurde die grenzüberschreitende Straße nach Gadzowice und Głubczyce feierlich eröffnet. Beim Zensus von 2011 lebten in den 94 Häusern der Gemeinde 132 Personen, davon 97 in Rusín (44 Häuser), 21 in Matějovice (15 Häuser) und 14 in Hrozová (35 Häuser). In der ehemaligen Schule sind heute das Gemeindeamt und eine Gaststätte untergebracht.

## Gemeindegliederung
Die Gemeinde Rusín besteht aus den Ortsteilen Hrozová (Grosse), Matějovice (Matzdorf) und Rusín (Rausen) Zu Rusín gehört zudem die Wüstung Matějovický Mlýn (Matzdorfer Mühle).
Das Gemeindegebiet gliedert sich in die Katastralbezirke Hrozová (534 ha), Matějovice (378 ha) und Rusín (517 ha).

## Sehenswürdigkeiten
- Wallfahrtskapelle Mariä Heimsuchung auf dem Rusínský kopec, errichtet 1993 auf Initiative von Josef Scharbert in der Nähe des Standortes der alten Kapelle
- Kapelle des hl. Antonius von Padua in Matějovice
- Kirche des hl. Michael in Hrozová
- Matějovická jeskyně, auch Venušina genannt, Pseudokarsthöhle mit zwei begehbaren Gängen von 30 m Länge
- Mehrere Flurkreuze

## Söhne und Töchter der Gemeinde
- Ernst Peschke (1832–1904), österreichischer Politiker, Mitglied des Mährischen Landtages
- Arthur Peschke (1860–1929), österreichischer Politiker, Mitglied des Mährischen Landtages